# Константин Нунков
Константин (Коста) Нунков с псевдоними Давид и Огнянов е български революционер, анархист, деец на Македонския комитет и кумановски войвода на Вътрешната македоно-одринска революционна организация.

## Биография
Нунков е роден в 1877 година в Чирпан, тогава в Османската империя. Учи в Пловдив от 1891 до 1892 година, но не успява да завърши образованието си поради липса на средства. Работи като печатарски работник в Пловдив и София, като докато е в Пловдив за известно време живее с Пейо Яворов.
Нунков взима участие в Четническата акция, която е организирана от Македонския комитет в 1895 година. Оставя спомени за въстанието, озаглавени „Въстаническото знаме“, публикувани във „Войнишка сбирка“ в 1901 г.
Приема идеите на анархизма. В 1900 година е четник на Христо Чернопеев в Горноджумайско. През януари 1902 година е в революционния пункт на ВМОРО в Проглед и проучва условията за атентати в Ксантийско и Ахъчелебийско.
Деецът на ВМОРО Христо Караманджуков го описва така:
| „ | Той бе млад човек, неспокойна и пламенна натура и по убеждение анархист-терорист... Иначе бе честен и безкористен човек. В споровете и отношенията си бе прям и агресивен. | “ |

На Пловдивския конгрес през 1902 година му е възложена организационната работа в Гюмюрджинско и Дедеагачко.
През декември 1902 година пристига заедно с Димо Николов, Петър Чапкънов и Теню Колев от Аладаа, снабдени с адски машини и 100 килограма динамит в Дедеагачко, където трябва да подпомогнат Марин Чолаков и да проучат възможностите за атентати по железопътната линия.
Прави неуспешни опити за атентати по време на Илинденско-Преображенското въстание. 
През юли 1904 година замества Санде Чолако като войвода в Кумановско, където се бори срещу Сръбската въоръжена пропаганда в Македония. На 2 януари 1905 година е делегат на скопския конгрес на ВМОРО във Кнежево.
| Чета на Константин Нунков, 28 декември 1904 година | Чета на Константин Нунков, 28 декември 1904 година | Чета на Константин Нунков, 28 декември 1904 година | Чета на Константин Нунков, 28 декември 1904 година | Чета на Константин Нунков, 28 декември 1904 година |
| Номер                                              | Име                                                | Селище                                             | Околия                                             | Забележка                                          |
| -------------------------------------------------- | -------------------------------------------------- | -------------------------------------------------- | -------------------------------------------------- | -------------------------------------------------- |
| 1.                                                 | Костадин Нунков                                    | Чирпан                                             | Чирпанска                                          |                                                    |
| 2.                                                 | Атанас Средовик                                    | Сеница                                             | Новопазарска                                       | върнал се                                          |
| 3.                                                 | Никола Иванов                                      | Леденик                                            | Търновска                                          | върнал се                                          |
| 4.                                                 | Милан Николов                                      | Кюстендил                                          | Кюстендилска                                       |                                                    |
| 5.                                                 | Георги Янев                                        | Малино                                             | Кумановска                                         |                                                    |
| 6.                                                 | Михаил Димитров                                    | Самоков                                            | Самоковска                                         |                                                    |
| 7.                                                 | Неделчо Максулев                                   | Чирпан                                             | Чирпанска                                          |                                                    |
| 8.                                                 | Петър Тепелков                                     | Куково                                             | Щипска                                             | върнал се                                          |

На 8 февруари 1905 година Нунков е открит в село Кутлибег, като турски патрул случайно наближиава къщата, в която се намира Нунков с другарите си. Те откриват огън, убиват двама войници и избягват. Пристигналата потеря ги открива на един баир край село Пезово, наречен Плакало (Пезовско Плакало). В битката Нунков загива заедно със седемчленната си чета и четирима милиционери от съседните села - двама от Мургаш, един от Кутлибег и Пешо Иванов от Пезово. Общо загиват 13-14 души и успява да се спаси само един млад четник. Според Кръсто Лазаров междувременно сарафистката чета на Панайот Байчев и Михаил Шуманов се намира в село Павлишенци, на час и половина от мястото на сражението, но тя не се притича на помощ.
Константин Нунков е автор на брошурата „Взривните вещества и тяхното употребление“ (1902). На него Яворов посвещава стихотворението „Напред“ (1895).
Христо Силянов пише:
| „ | Чисти въ тѣхнитѣ младежки пориви, неотразимо мили образи изкачатъ отъ задгробното царство на свещенитѣ македонски сѣнки, и добили плъть и кръвь, шествуватъ въ тоя мигъ предъ просълзения ми погледъ... Коста Нунковъ отъ Чирпанъ, високъ, съ блага усмивка, която никога не изчезваше отъ брадатото му лице, винаги загриженъ за хода на комитетскитѣ работи и винаги заетъ съ приготовления за заминаване отвѫдъ... | “ |

За Костадин Нунков е народната песен Слушай как шумят шумите. Сестра му Руска Нункова е деятелка също на ВМОРО.